# Albany Highway
Der Albany Highway ist eine Fernverkehrsstraße im Südwesten des australischen Bundesstaates Western Australia. Der Highway verläuft in Nordwest-Südost-Richtung und ist 410 km lang. Er verbindet die Landeshauptstadt Perth mit dem South Coast Highway in Albany, der ältesten Siedlung Westaustraliens an der Südküste. Der Albany Highway gilt im Allgemeinen als Grenze zwischen der South West und der Great Southern Region.

## Geschichte
Der Albany Highway hat seine Ursprünge im Jahr 1853, als William Crossman verschiedene mögliche Routen für eine Straße zwischen Perth und Albany erforschte und beschrieb. Auf Grundlage seiner Berichte wurde der Bau der Albany Road beschlossen. Der Bau erfolgte zunächst als Begradigung des Geländes und teilweise Befestigung durch Holzblöcke und Kalksteinpflaster. Ausgeführt wurden die Arbeiten durch Gefangene der Swan-River-Sträflingskolonie.

## Verlauf

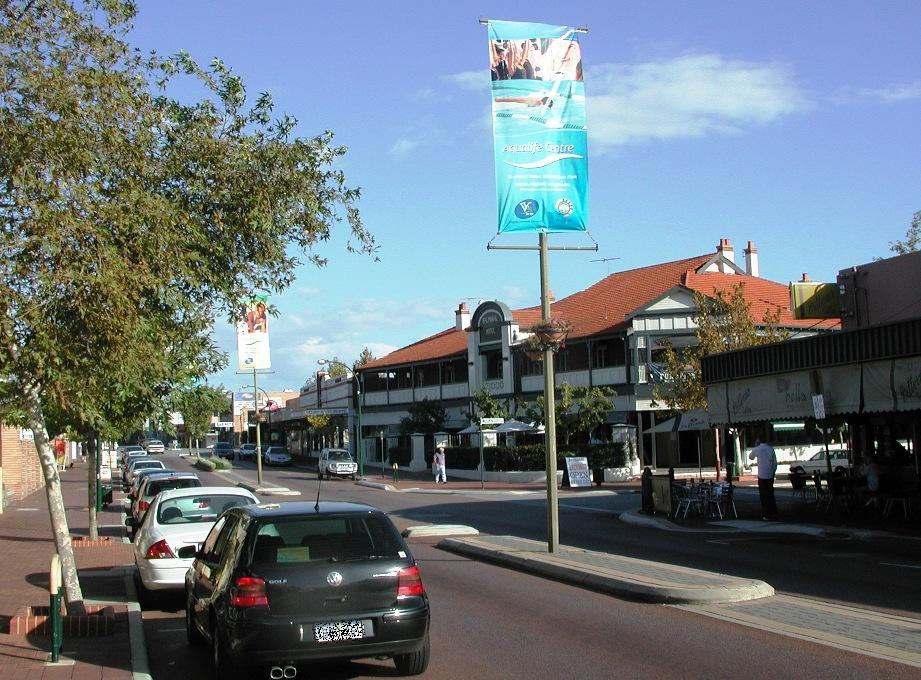
Albany Highway in East Victoria Park (Perth)

Der Albany Highway beginnt im Stadtzentrum von Perth im Stadtteil Victoria Park am Ostufer des Swan River. Er beginnt an der Kreuzung mit dem von Fremantle her kommenden Canning Highway (N1), dem vom Stadtzentrum von Perth her kommenden Causeway (S5) und dem nach Kalgoorlie-Boulder führenden Great Eastern Highway (N94).
Zu Beginn ist der Albany Highway eine zweispurige Straße, die das Stadtzentrum von Victoria Park erschließt, während der Durchgangsverkehr über die nahegelegene und besser ausgebaute Shepperton Road geführt wird. An der Kreuzung mit der Welshpool Road wird der Albany Highway zu einer sechsspurigen Schnellstraße. Auf einer Länge von 26 km dient er als Hauptverbindungsstraße zu den südöstlichen Vororten von Perth und ist deswegen vor allem von starkem Pendlerverkehr geprägt. Erst hinter dem Ortsteil Kelmscott entspannt sich die Verkehrssituation etwas, da die äußeren Randbezirke der Metropolregion Perth erreicht sind.
In Armadale, wo der Albany Highway in südöstliche Richtung abzweigt, beginnt der nach Süden führende South Western Highway (S20). In der Folge ändert sich das Bild der Landschaft zusehends: Siedlungen entlang des Highway werden seltener, stattdessen prägen Wälder und Farmland die Landschaft. Etwa 130 km hinter Armadale ist Williams die erste größere Siedlung am Highway. Arthur River, Kojonup und Mount Barker folgen in Abständen von 40–100 km.
Bei Cranbrook trifft aus östlicher Richtung der Great Southern Highway (S120) auf den Albany Highway. Je näher man Albany kommt, desto häufiger werden Eukalyptus-Plantagen entlang der Straße. Kurz vor Albany kreuzt der Albany Highway den South Coast Highway (R1), bevor er an der Kreuzung mit der Middleton Road in Albany endet.